# Fort Langley
Fort Langley – pierwsza osada powstała na równinach Kolumbii Brytyjskiej w Kanadzie. Określa się ją miejscem, gdzie narodziła się Kolumbia Brytyjska. Obecnie stanowi część hrabstwa Langley i liczy około 2700 mieszkańców.

## Historia
Fort Langley został zbudowany w 1827 dla Kompanii Zatoki Hudsona pod kierownictwem Jamesa MacMillana. Był on usytuowany 50 km od ujścia rzeki Fraser, początkowo miał za zadanie pomagać w rozwoju handlu futrami i rozwinąć osadnictwo rolnicze na tych terenach. Fort Langley zyskał światową sławę w 1858 r., kiedy to James Houston odkrył złoto wzdłuż rzek Thompson i Fraser, co spowodowało, że osada stała się centrum zaopatrzenia w sprzęt tysięcy kopaczy złota przemierzających te tereny. Gorączka złota stała się także przyczyną znaczącego wzrostu farm rolniczych, gdyż było olbrzymie zapotrzebowanie na żywność.
Gorączka złota, a także deklaracja 49. równoleżnika wyznaczająca granicę z USA przyczyniły się do powstania 19 listopada 1857 r. Koronnej Kolonii. Status tej kolonii podpisano w Fort Langley i w ten oto sposób osada stała się miejscem narodzin Kolumbii Brytyjskiej.
W 1923 roku rząd Kanady zaliczył Fort Langley do miejsc o wyjątkowym znaczeniu historycznym dla kraju.